# Jyrki Aimonen
Jyrki Martti Bertil Aimonen (né le 19 avril 1934 à Ikaalinen et mort le 20 juillet 2016 à Helsinki) est un diplomate et ambassadeur finlandais.

## Carrière
En 1961, Jyrki Aimonen entre au ministère des Affaires étrangères  et en 1963 s'installe à l'ambassade de Finlande à Moscou (en).
De 1965 à 1967, il sert comme secrétaire d'ambassade à Ankara. Puis il retourne en tant que consul au consulat général de Leningrad en Union soviétique. De 1970 à 1974, il est conseiller à Copenhague. De 1974 à 1976, Jyrki Aimonen est conseiller à Moscou.
En 1975, il est a la tête de la Organisation pour la sécurité et la coopération en Europe.
Jyrki Aimonen est le premier ambassadeur de Finlande en Libye et à Malte de 1979 à 1983. Après cela, il est ambassadeur en Syrie, en Jordanie, au Liban (1984-1988), en Inde, au Népal (1988-1991), au Bangladesh, au Sri Lanka (1988-1991) et au Bhoutan (1989-1991).
Jyrki Aimonen prend sa retraite de son poste diplomatique après avoir été ambassadeur en Pologne de 1991 à 1995.